# Basketbalteam van de Sovjet-Unie (mannen)
Het Nationaal basketbalteam van de Sovjet-Unie was een team van basketballers dat de Sovjet-Unie vertegenwoordigde in internationale wedstrijden.
De Sovjet-Unie was met de vele behaalde kampioenschappen een van de beste basketballanden ter wereld. Na de val van het communisme in 1991 is de Sovjet-Unie in vele landen uiteengevallen.

## De Sovjet-Unie tijdens internationale toernooien

### Wereldkampioenschap basketbal
- WK Basketbal 1959: 6e (Sovjet-Unie weigerde tegen Taiwan te spelen en werd terug gezet)
- WK Basketbal 1963:
- WK Basketbal 1967:
- WK Basketbal 1970:
- WK Basketbal 1974:
- WK Basketbal 1978:
- WK Basketbal 1982:
- WK Basketbal 1986:
- WK Basketbal 1990:

### Eurobasket
- Eurobasket 1947:
- Eurobasket 1949: geboycot
- Eurobasket 1951:
- Eurobasket 1953:
- Eurobasket 1955:
- Eurobasket 1957:
- Eurobasket 1959:
- Eurobasket 1961:
- Eurobasket 1963:
- Eurobasket 1965:
- Eurobasket 1967:
- Eurobasket 1969:
- Eurobasket 1971:
- Eurobasket 1973:
- Eurobasket 1975:
- Eurobasket 1977:
- Eurobasket 1979:
- Eurobasket 1981:
- Eurobasket 1983:
- Eurobasket 1985:
- Eurobasket 1987:
- Eurobasket 1989:

### Olympische Spelen
- Olympische Spelen 1952:
- Olympische Spelen 1956:
- Olympische Spelen 1960:
- Olympische Spelen 1964:
- Olympische Spelen 1968:
- Olympische Spelen 1972:
- Olympische Spelen 1976:
- Olympische Spelen 1980:
- Olympische Spelen 1984: geboycot
- Olympische Spelen 1988:

### Vriendschapsspelen
- Vriendschapsspelen 1984:

### Goodwill Games
- Goodwill Games 1986:
- Goodwill Games 1990:

## Coaches
- - Pavel Tsetlin (1947)
- - Stepan Spandarjan (1951-1952)
- - Konstantin Travin (1953-1955)
- - Stepan Spandarjan (1956-1962)
- - Aleksandr Gomelski (1963-1970)
- - Vladimir Kondrasjin (1970-1976)
- - Aleksandr Gomelski (1977-1984)
- - Vladimir Oboechov (1985-1986)
- - Aleksandr Gomelski (1987-1988)
- - Vladas Garastas (1989-1991)

## Aanvoerders
- - Jevgeni Aleksejev (1947)
- - Joann Lõssov (1947-1952)
- - Otar Korkia (1953-1955)
- - Joeri Ozerov (1956-1957)
- - Maigonis Valdmanis (1957-1961)
- - Gennadi Volnov (1963-1968)
- - Modestas Paulauskas (1969-1974)
- - Sergej Belov (1975-1980)
- - Stanislav Jerjomin (1981-1984)
- - Oleksandr Bilostinnyj (1985-)